# حمله انتحاری

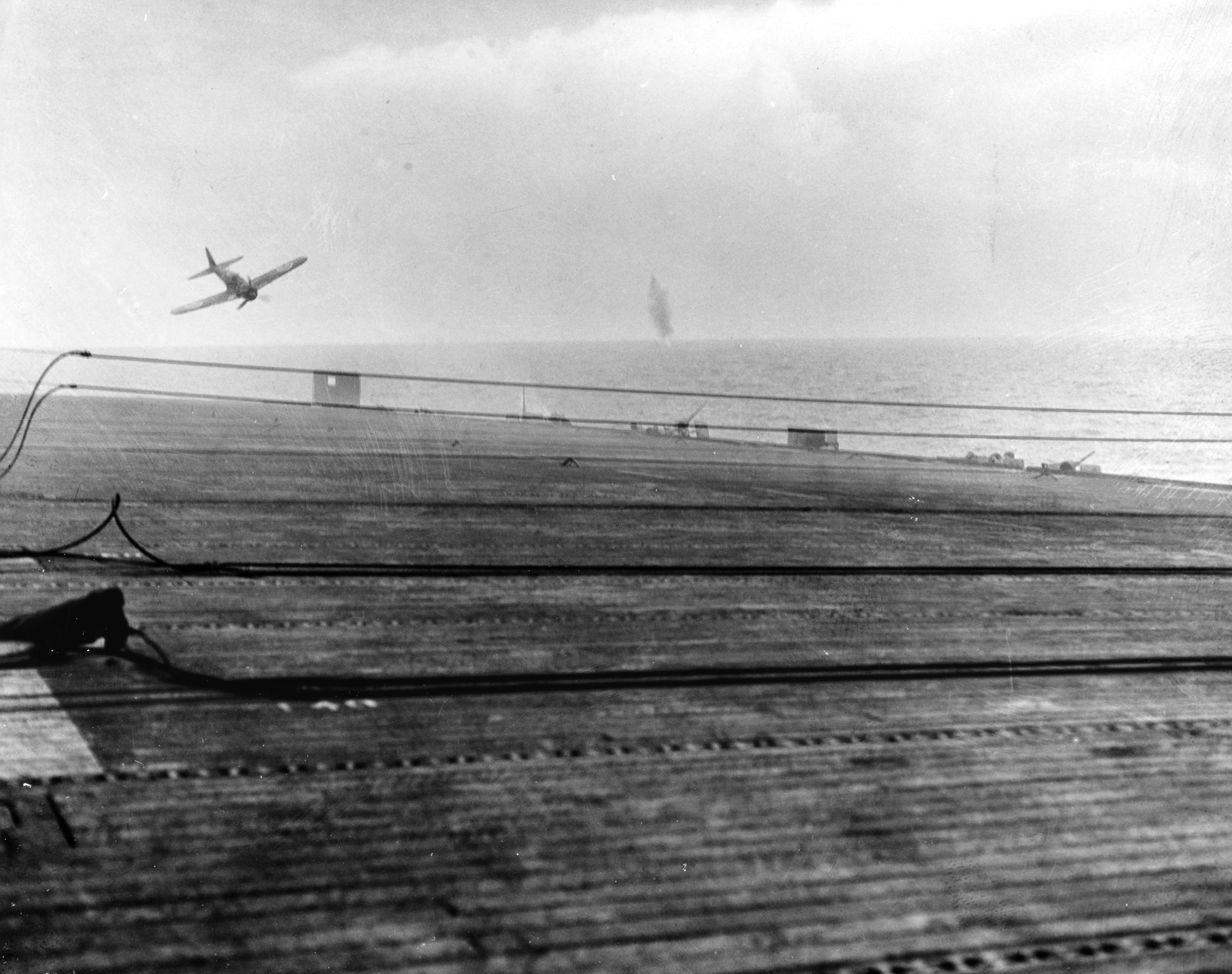
خلبانان کامیکازه ژاپن در حین انجام عملیات انتحاری در جنگ جهانی دوم.

عملیات انتحاری یا حمله انتحاری نوعی خودکشی عقیدتی به قصد دیگرکشی و صدمه زدن به خود و دشمن است. در این نوع از خودکشی فرد مرگ خود را قبول می‌کند و دست به طراحی و اجرای یک برنامه تخریبی می‌زند که طی آن خود را وسیله آسیب زدن و نابودی دشمن می‌کند و با این کار خودش را فدای کشورش و اعتقاداتش می‌کند، مانند خلبانان کامیکازه در جنگ جهانی دوم و حسین فهمیده در جنگ ایران و عراق.
حملهٔ انتحاری با دیگر انواع خودکشی بسیار متفاوت است. علی‌رغم خودکشی که عمدتاً به علت ناامیدی و اختلال‌های روانی و دیگر عوامل انجام می‌شود، عامل حمله انتحاری دارای هدفی‌ست که عمدتاً ریشه اعتقادی دارد و در نهایت منجر به مرگ خودش و دیگران شود. حمله‌های انتحاری نسبت به دیگر حمله‌های تروریستی مرگبار و مخرب تر است زیرا می‌توانند اسلحه خود را به راحتی پنهان نمایند، در لحظه حمله را شروع کنند و نیازی برای نجات و فرار ندارند.
حملهٔ انتحاری در طول تاریخ بسیار کم به وقوع پیوسته، از سال ۱۹۴۵ تا سپتامبر ۲۰۱۵، ۴٬۸۱۴ حمله انتحاری در بیش از ۴۰ کشور جهان به وقوع پیوسته که باعث مرگ بیش از ۴۵ هزار نفر شده‌است، همچنین نرخ عملیات انتحاری رشدی صعودی داشته که در دهه ۸۰ میلادی سالانه میانگین ۳ بار در سال، در دهه ۹۰میلادی به ماهی یک بار، در سال ۲۰۰۱ تا ۲۰۰۳ هر هفته یک بار و از ۲۰۰۳ تا ۲۰۱۵ روزی یک بار اتفاق افتاده‌است. به عنوان نمونه از این عملیات می‌توان از حادثهٔ پرل هاربر نام برد. امروزه این اقدام بسیار شایع شده و بیشتر رخ می‌دهد. بزرگ‌ترین نمونهٔ امروزی آن را می‌توان حملات ۱۱ سپتامبر ۲۰۰۱ آمریکا دانست که طی آن ۱۹ حمله‌گر انتحاری کنترل چهار فروند هواپیمای مسافربری را در اختیار گرفتند و آن‌ها را به برج‌های دوقلوی مرکز تجارت جهانی نیویورک و ساختمان وزارت دفاع آمریکا (پنتاگون) کوبیدند و جان ۲۹۷۳ نفر را گرفتند. حمله انتحاری متروی لندن، حملات انتحاری فلسطینی‌ها علیه اسرائیل، حملات نیروهای گروه تروریستی طالبان علیه مردم، نیروهای نظامی و دولتی افغانستان، حملات علیه تجمعات مردمی و صاحب منصبان در پاکستان و برخی حملات نیروی مقاومت عراق ضد ارتش آمریکا را می‌توان به عنوان نمونه‌های دیگر حملات انتحاری نام برد.

## عملیات انتحاری در فقه اسلامی
عملیات انتحاری در اسلام اصطلاحاً عملیات شهادت‌طلبانه یا استشهادی خوانده می‌شود.

### در فقه شیعه
- ناصر مکارم شیرازی: «هرگاه راه دفاع از کیان اسلام و مسلمین منحصر به این راه باشد جایز است».[۳]
- حسین نوری همدانی: «... همان‌طور که ذکر شد، [عملیات استشهادی] یک نوع جهاد است.».[۴]

### در فقه اهل سنت
محمد سید طنطاوی شیخ الازهر دربارهٔ عملیات استشهادی می‌گوید:
اینکه مسلمانی خودش را در میان دشمنان اسلام منفجر می‌کند این دفاع و نوعی شهادت است… جهاد در راه خدا واجبِ کفایی است ولی اگر به سرزمین مسلمانان حمله شود این جهاد واجب عینی می‌شود. و اینجاست که عملیات استشهادی از برترین واجبات و بهترین شکل فداکاری در اسلام است.
فتوای شیخ احمد کفتارو، مفتی اعظم سوریه در این رابطه:
ایشان عملیات شهادت طلبانه علیه صهیونیست‌ها را جایز و مشروع دانسته و مجریان این عملیات را شهیدانی می‌داند که از جانب خداوند وعده بهشت داده شده‌اند. وی تأکید می‌کند که این عملیات باید منضبط به مبانی جهاد در اسلام باشد. از آن جمله اینکه مقصود و مراد، دفاع از امت اسلامی و متوجه ظالمان، محاربان و حامیان آنان در جامعه صهیونیستی بوده و در چارچوب برنامه ای کلی و ضامن مصلحت امت اسلامی باشد.

## شکل‌های حملات انتحاری در افغانستان
- کشتن افراد سیاسی: به این منظور نیز افرادی تربیت می‌شوند تا به بهانه و اشکال مختلف خود را به شخص مورد هدف رسانیده و آن را از بین ببرند. از نمونه‌های می‌توان به کشتن احمد شاه مسعود، جنرال داود، برهان الدین ربانی و غیره اشاره کرد.
- داخل شدن مستقیم ساختمان یا منطقه مربوط: در این نوع حمله انتحاری شخص یا اشخاص معمولاً سوار بر یک وسیله نقلیه ناگهان وارد محل و منطقه‌ای می‌شوند و نسبت به انفجار و حمله انتحاری اقدام می‌کنند. این‌گونه انتحاری از انواع دیگر بیشتر روی می‌دهد. یکی از نمونه‌های آن حمله به سفارت آمریکا است.
- توسط کنترل از راه دور: این روش انتحاری در نزدیکی مناطق نظامی و دفاتر دولتی و منازل صورت می‌گیرد. به طوری که مواد انفجاری در بدن شخص، حیوانات، وسایل حمل و نقل جا داده می‌شود. سپس در نزدیکی هدف توسط کنترل از راه دور منفجر می‌شود. در مواردی ممکن است افراد از وجود مواد منفجره خبر نداشته باشند.